# Comune rurale
Il comune rurale o regola (in latino regula) era un'istituzione diffusa nel territorio dei comuni medievali e nelle signorie di Veneto, Friuli, Trentino e Toscana.

## Veneto e Friuli
Non è chiaro quando siano sorti i primi comuni. Il riferimento più antico è del 1116: nel marzo di quell'anno i rappresentanti di Valdobbiadene raggiunsero l'imperatore Enrico V, che allora si trovava a Treviso, ottenendo il banno sugli abitanti e sui beni del villaggio.
Si ritiene quindi che, attorno al XII secolo, tra gli abitanti di uno stesso villaggio (o di più villaggi soggetti alla stessa giurisdizione) fosse sorto il comune interesse di mettere mano collettivamente ad alcune questioni, riguardanti tutti indipendentemente dall'estrazione economica e sociale. Era necessario, per esempio, regolamentare l'uso dei beni pubblici, come boschi, pascoli e acque, organizzare la manutenzione della chiesa, ma anche di strade, ponti e pozzi, occuparsi dei servigi da rendere al signore locale. Questa autonomia restava comunque sottoposta al governo centrale, che imponeva le tasse, legiferava sulla giustizia e pretendeva un certo numero di soldati.
A capo della comunità stava il meriga o mariga (in latino maricus), un rappresentante eletto liberamente dalla popolazione riunita in consiglio (vicinia) o dal feudatario locale nel caso ce ne fosse uno. Il meriga appena eletto si recava a Treviso dove prometteva di attendere ai doveri del suo mandato giurando sui vangeli.
Non tutti i villaggi riuscirono ad organizzare questo sistema e divennero colmelli, cioè località dipendenti da un centro più importante. Durante l'affermazione dei comuni rurali si è osservata la scomparsa di molti abitati minori, perché spesso le strutture venivano a concentrarsi presso il villaggio più grande, lasciando gli altri in posizione marginale.
Con le conquiste della Serenissima, questo ordinamento fu in gran parte mantenuto: la regola si evolse in villa, divisa in più colmelli (altrimenti detti comuni o desene), ciascuno con un proprio meriga.
Il sistema fu poi abolito da Napoleone con la caduta della Repubblica di Venezia e l'istituzione degli odierni comuni.

### Treviso
I comuni rurali risultarono l'ultimo elemento della suddivisione amministrativa trevigiana. Il territorio fu infatti organizzato in quattro quartieri, comprendenti a loro volta pievi con giurisdizione su un gruppo di comuni. Inoltre, i comuni erano a loro volta divisi in fuochi, utilizzati a livello fiscale, composti da più famiglie e corrispondenti a 40 campi trevigiani (160 se in affitto). Il comune in cui si trovava una pieve era detto regula caput plebis e al suo meriga erano sottoposti quelli degli altri comuni.